# Resolutie 2376 Veiligheidsraad Verenigde Naties
Resolutie 2376 van de Veiligheidsraad van de Verenigde Naties werd op 14 september 2017 unaniem aangenomen door de VN-Veiligheidsraad, en verlengde het mandaat van de UNSMIL-ondersteuningsmissie in Libië met een jaar.

## Achtergrond
Op 15 februari 2011 braken in Libië – in navolging van andere Arabische landen – protesten uit tegen het autocratische regime van kolonel Moammar al-Qadhafi. Deze draaiden uit op een burgeroorlog tussen het regime en gewapende rebellengroepen, die zich gesteund wisten door het merendeel van de internationale gemeenschap, en die, met behulp van NAVO-bombardementen, de bovenhand haalden en een nieuwe regering opzetten. Vervolgens brak echter geweld uit tussen het nieuwe regeringsleger, verscheidene al dan niet door de overheid gesteunde milities, groepen die Qadhafi bleven steunen en islamitische groeperingen. Toen de islamitische partijen de verkiezingen verloren maar weigerden de macht af te staan ontstond een tweede regering.
Eind december 2015 bereikten de partijen in Marokko een politiek akkoord, en in maart 2016 werd de regering van nationaal akkoord (GNA) gevormd. Desondanks bleven verschillende "regeringen" autoriteit claimen. Politieke onenigheid maakte dat akkoorden over veiligheid onuitgevoerd bleven en de nieuwe grondwet op zich liet wachten. Het ontbrak ook aan financiële middelen om de basisvoorzieningen voor de bevolking te herstellen. Het gezag van de GNA was ook beperkt, en de hoofdstad Tripoli was in feite in handen van allerlei gewapende groeperingen.
Naast de politieke strijd was er ook nog de strijd tegen Islamitische Staat. Eind 2016 slaagde de GNA met haar leger er in om de terreurorganisatie te verdrijven uit hun bolwerk Sirte.

## Inhoud
Men was bezorgd over de steeds slechter wordende levensomstandigheden en basisdienstverlening in Libië. Er waren inspanningen aan de gang om de basisdienstverlening te verbeteren, en om meer olie te produceren zodat er meer geld voor was.
Het mandaat van de VN-missie in Libië werd verlengd tot 15 september 2018. De missie werd opgedragen om uit te breiden naar de stad Tripoli en gefaseerd naar andere delen van Libië, voor zover de veiligheidssituatie het toeliet.
Lijst ·  2337 ·  2338 ·  2339 ·  2340 ·  2341 ·  2342 ·  2343 ·  2344 ·  2345 ·  2346 ·  2347 ·  2348 ·  2349 ·  2350 ·  2351 ·  2352 ·  2353 ·  2354 ·  2355 ·  2356 ·  2357 ·  2358 ·  2359 ·  2360 ·  2361 ·  2362 ·  2363 ·  2364 ·  2365 ·  2366 ·  2367 ·  2368 ·  2369 ·  2370 ·  2371 ·  2372 ·  2373 ·  2374 ·  2375 ·  2376 ·  2377 ·  2378 ·  2379 ·  2380 ·  2381 ·  2382 ·  2383 ·  2384 ·  2385 ·  2386 ·  2387 ·  2388 ·  2389 ·  2390 ·  2391 ·  2392 ·  2393 ·  2394 ·  2395 ·  2396 ·  2397